# بيتونات سانت لوسيا
بيتونات هما الجبلين عبارة عن قصبة البركانية ، و أبراج البركانية، ويقع في جنوب الغربي لجزيرة سانت لوسيا إحدا جزر جزر الأنتيل الصغرى . يبلغ إرتفاع بيتون الكبير 798 متر ( 2619 قدم ) ، و بيتون الصغير 743 متر (2,438 قدم) . تم ربطهما بواسطة نتواء جبلي جبال بيتون ميتان. بيتون هي أحد مواقع التراث العالمي ، و تبلغ مساحته 2,909 هكتار (7,190 أكر) وتقع بالقرب من مدينة سوفرير . 

## بيتون الكبير
يقع بيتون الكبير في الطرف الجنوبي لخليج Pitons Bay. إنها ثاني أعلى قمة في سانت لوسيا ، بعد جبل جيمي . 
يمكن تسلق بيتون المبير بدون حبال أو خبرة في تسلق الجبال. يمكن للمرء الصعود إلى القمة والعودة إلى مستوى سطح البحر في غضون عدة ساعات. يتوفر المرشدون المحليون للتأجير (عادةً من خلال المنتجعات) ويتم تدريبهم من قبل الحكومة للحصول على معرفة أساسية باللغات الشائعة بين السياح والإجراءات الطبية المطلوبة في حالة الحوادث الشائعة. 

## بيتون الصغير
يقع بيتون الصغير باتجاه وسط خليج سوفرير ، جنوب سوفرير وشمال بيتون الكبير . 
تم تسلق بيتون الصغير لأول مرة في عام 1878 بواسطة Abdome Deligny. يمكن رؤية جزر دومينيكا ومارتينيك وباربادوس وسانت فينسنت من قمتها. 

## معرض الصور

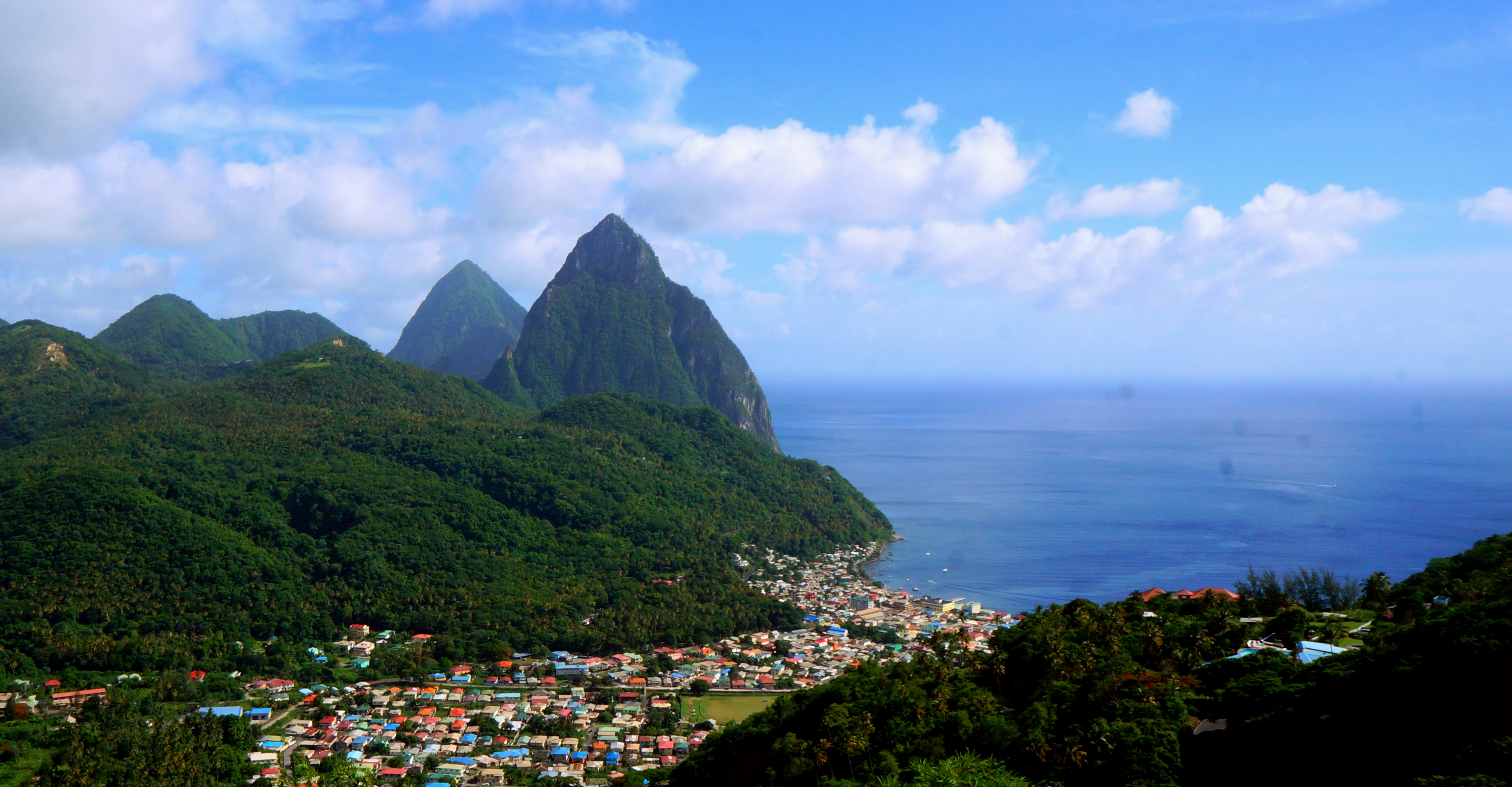
بيتونس وسوفريير والبحر الكاريبي
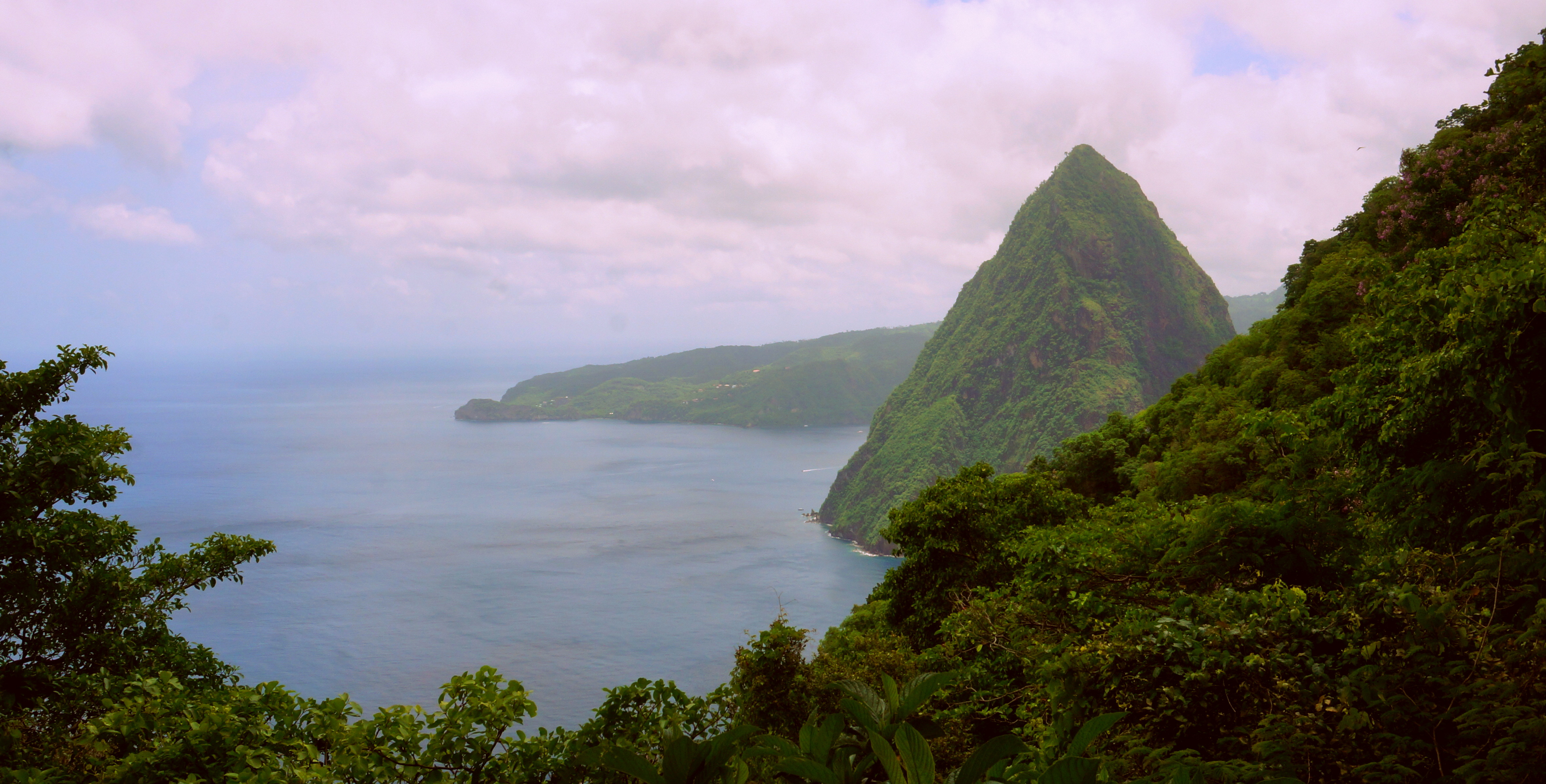
بيتي بيتون من جروس بيتون
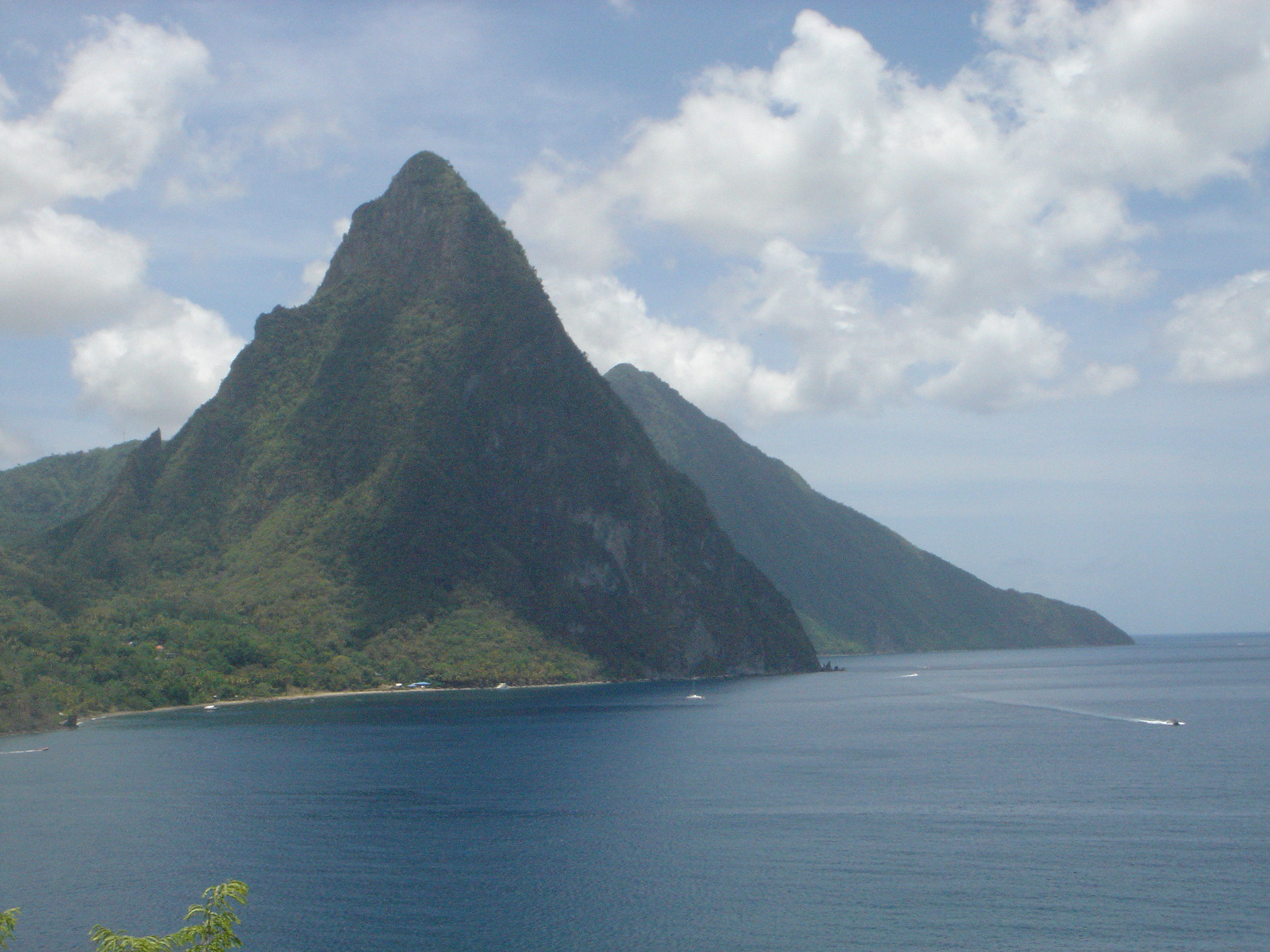
بيتون من وجهة النظر الشمالية
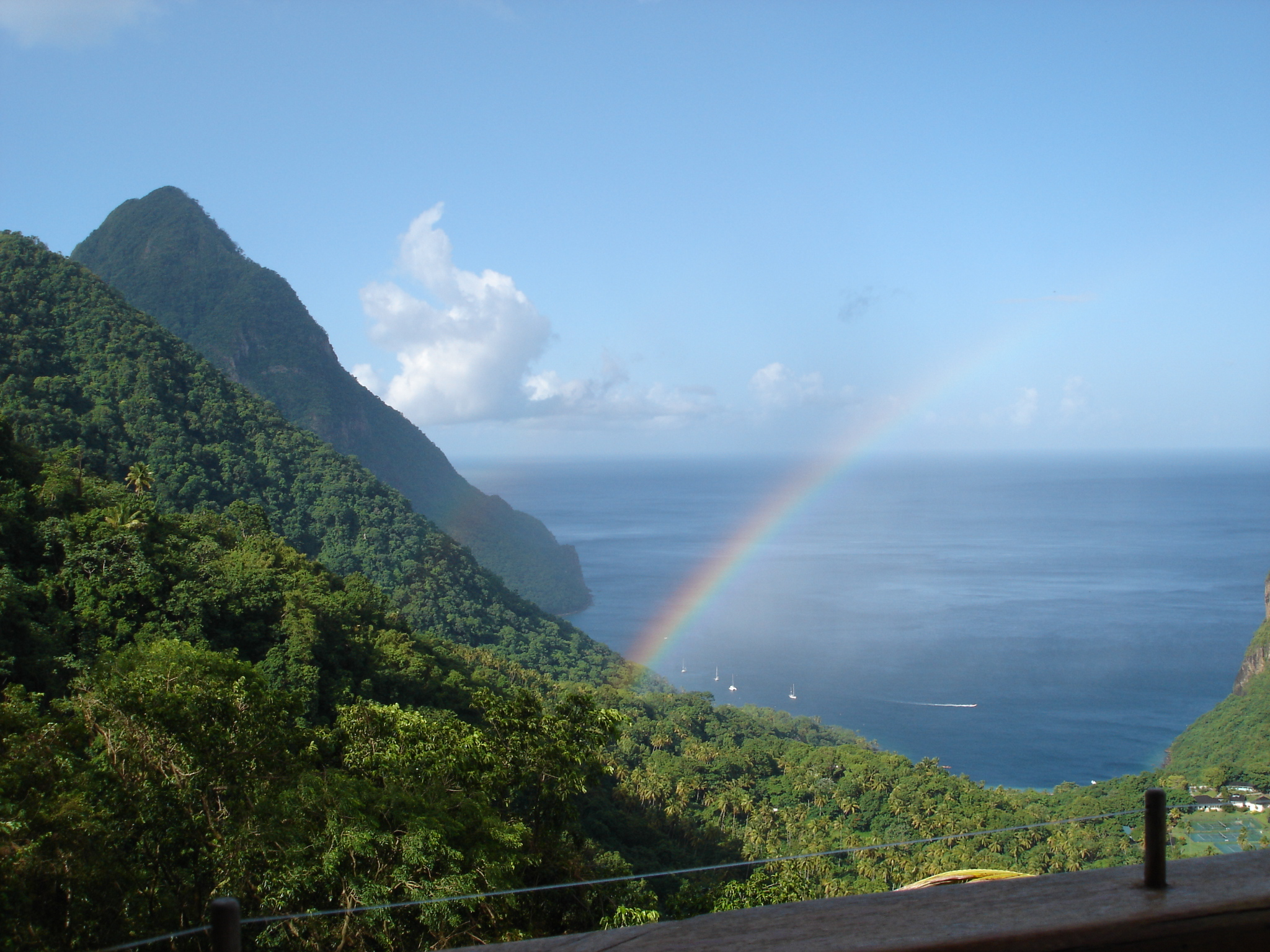
منظر لجروس بيتون من سلسلة جبال بيتون ميتان
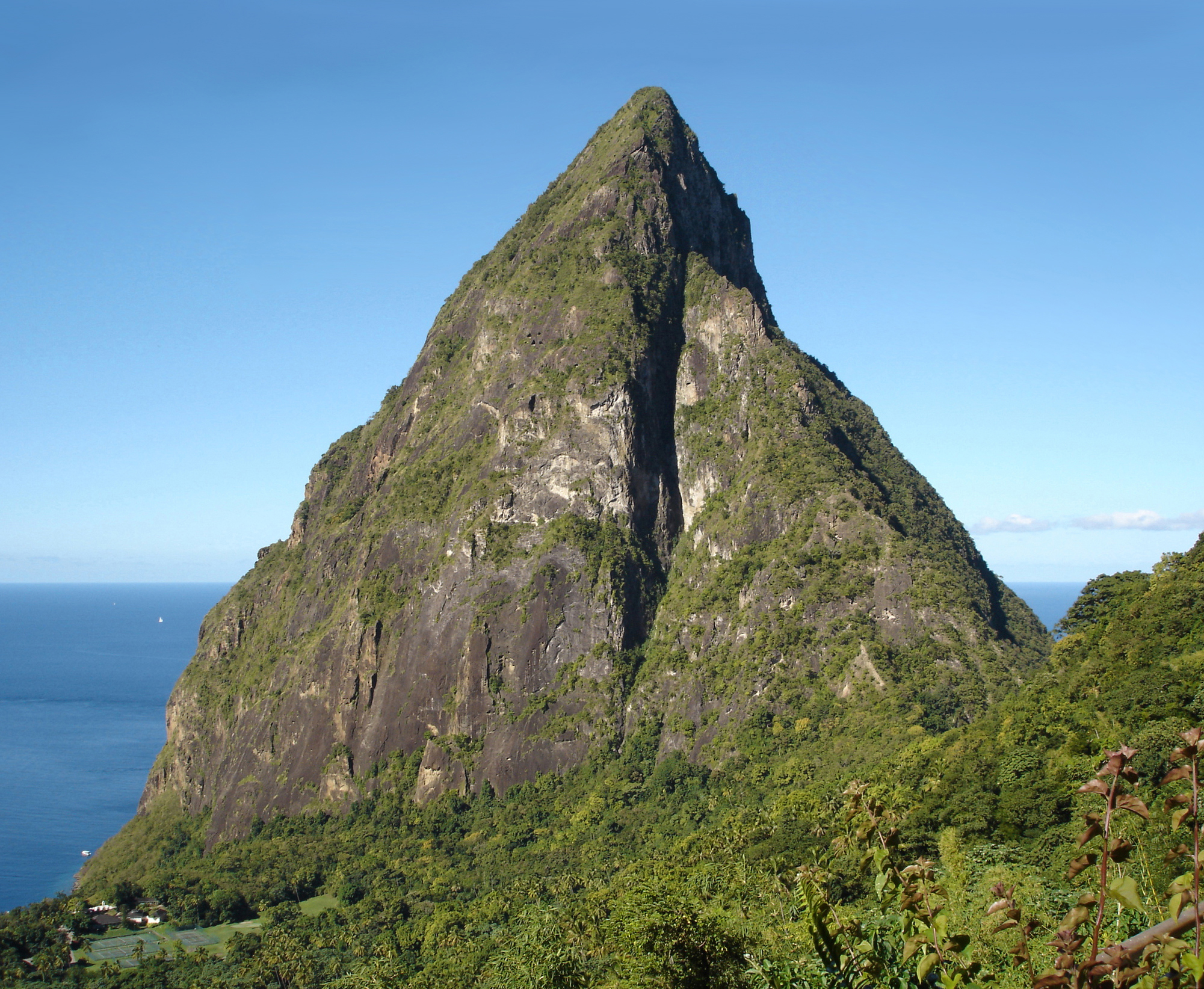
بيتي بيتون يُرى من سلسلة جبال بيتون ميتان
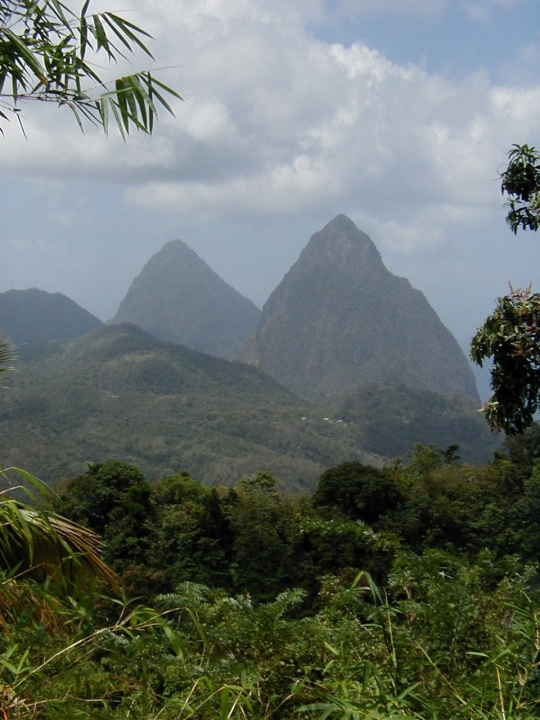
صورة جروس بيتون (على اليسار) وبيتي بيتون من الشمال الشرقي
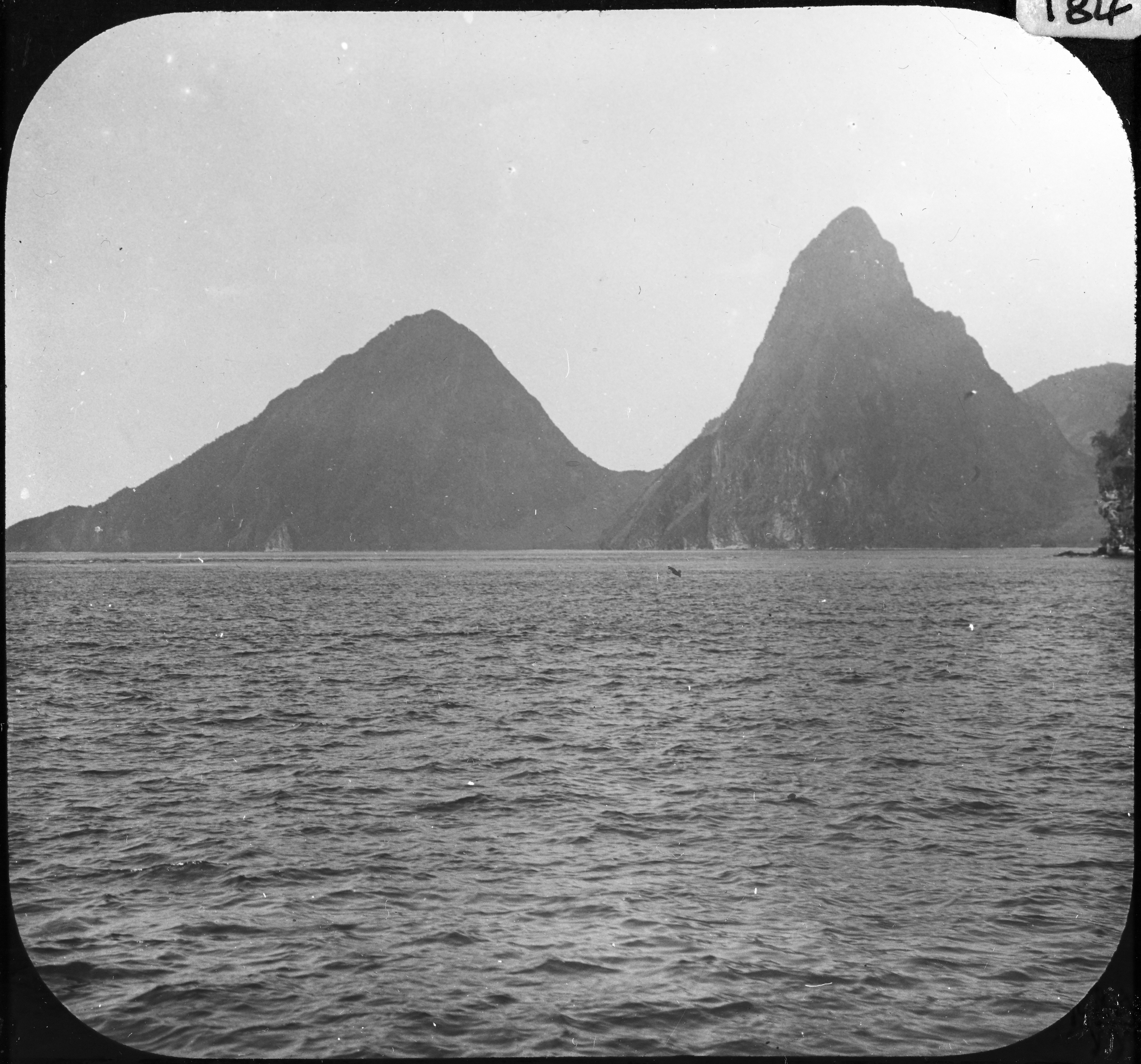
بيتون في عام 1903
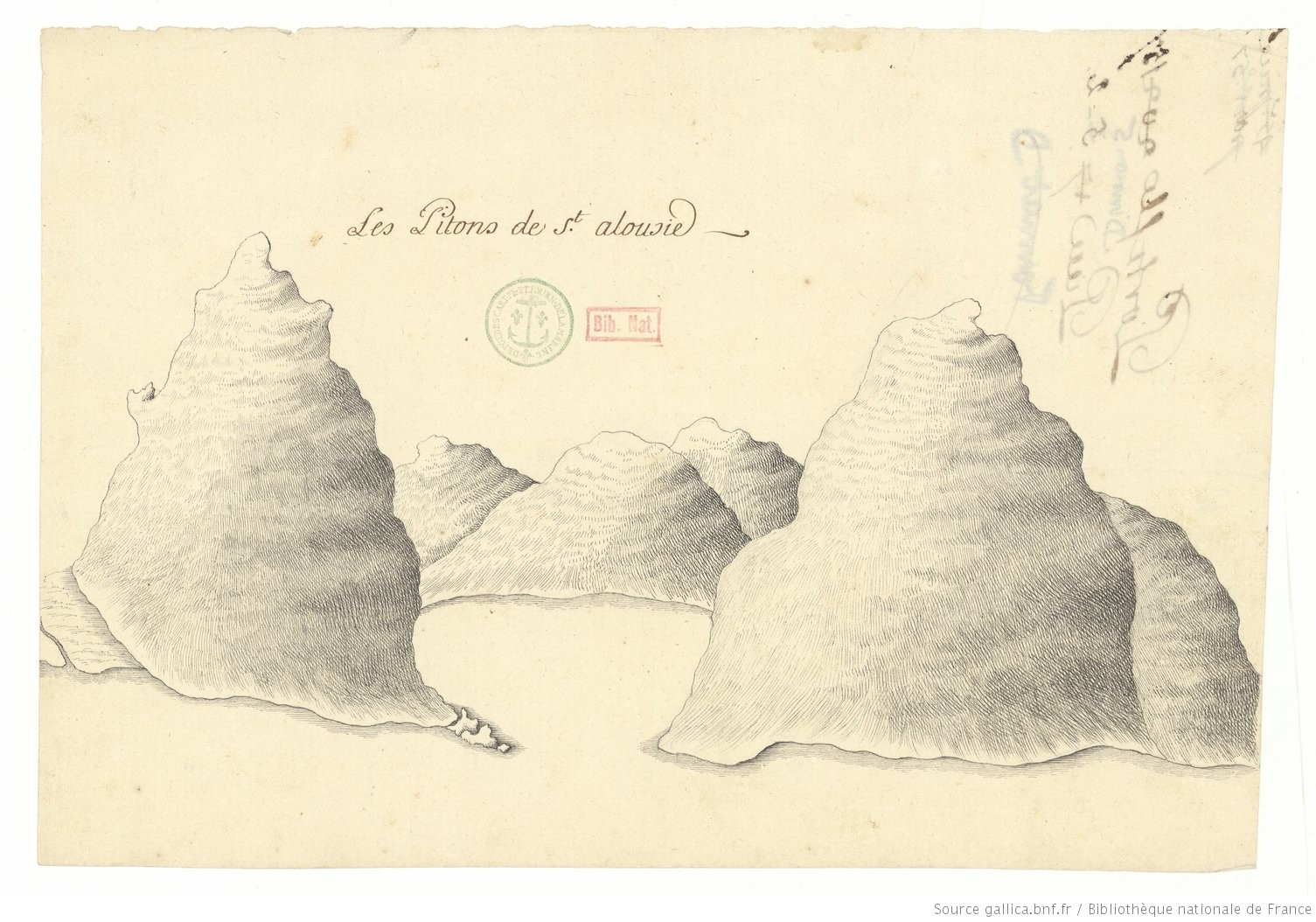
رسم سانت لوسيا بيتونز من القرن السابع عشر إلى الثامن عشر
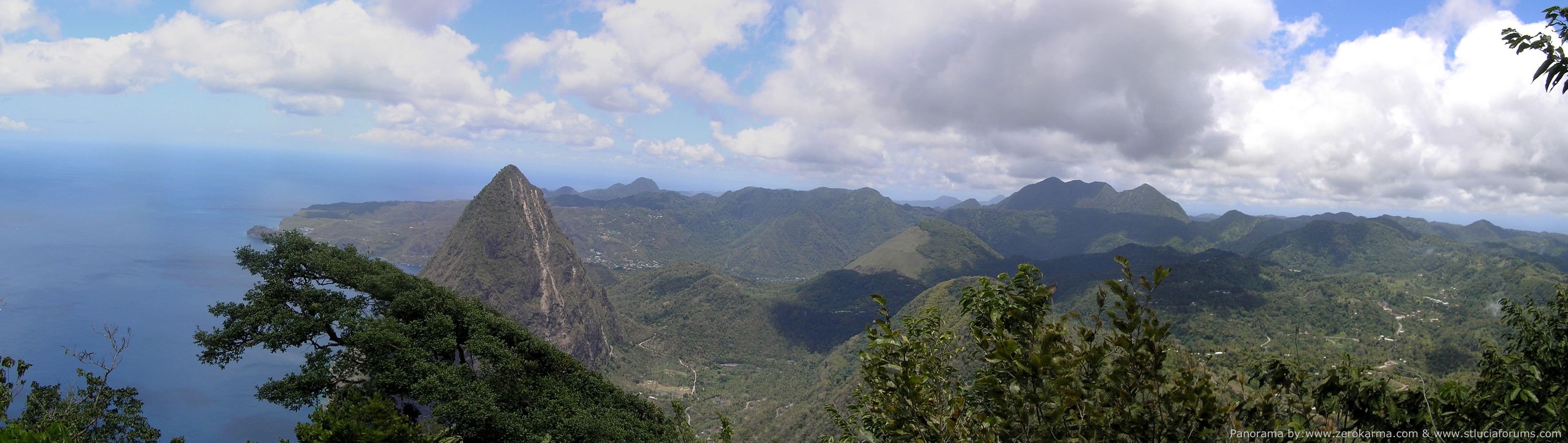
منظر بانورامي من أعلى جروس بيتون ، باتجاه الشمال. يعطي إطلالة على Petit Piton وشمال سانت لوسيا.
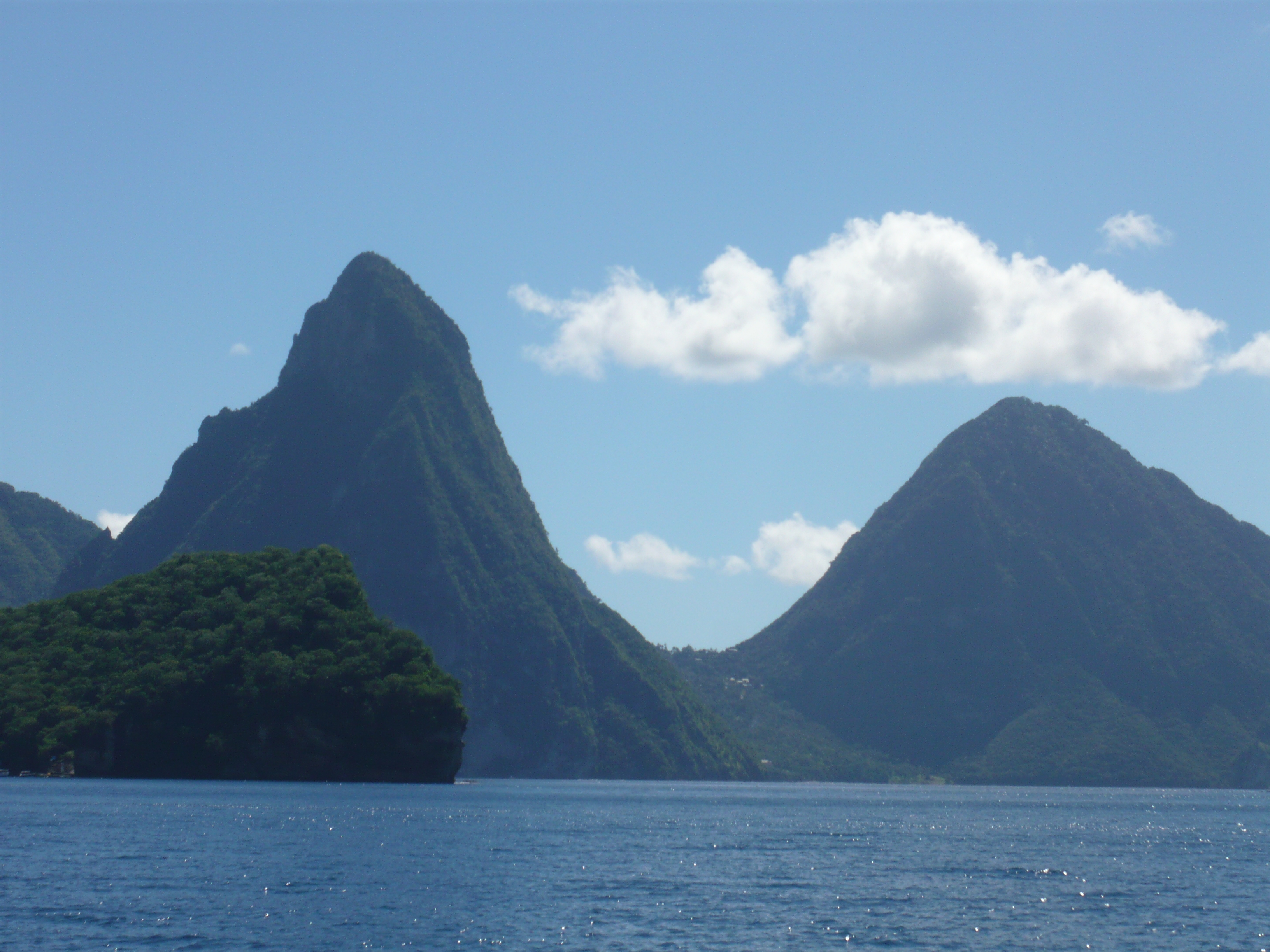
بيتونات من المحيط